# Asediul Toulonului
Asediul Toulonului (27 august - 18 decembrie 1793) a fost o bătălie dată pentru orașul Toulon din Franța, între armata franceză, condusă de generalul Dugommier și englezii care ocupaseră orașul.  Cel care a condus efectiv operațiunile militare a fost căpitanul de artilerie Napoleon Bonaparte. Bătălia a fost câștigată de armata franceză.